# The Householder
The Householder is een Indiase dramafilm uit 1963 onder regie van James Ivory.

## Verhaal
De Indiase leraar Prem Sagar is pas getrouwd met Indu in een gearrangeerd huwelijk. Prem en zijn vrouw worstelen met de transformatie van jongvolwassene naar gezinshoofd en echtgenote. Prem gaat met zijn relatieproblemen te rade bij zijn overbezorgde moeder. Wanneer zij hem niet kan helpen, doet hij een beroep op andere mensen. Uiteindelijk groeit hij in zijn nieuwe rol.

## Rolverdeling
| Acteur                     | Personage       |
| -------------------------- | --------------- |
| Shashi Kapoor              | Prem Sagar      |
| Leela Naidu                | Indu            |
| Durga Khote                | De moeder       |
| Achala Sachdev             | Mevrouw Saigal  |
| Harindranath Chattopadhyay | Mijnheer Chadda |
| Pahadi Sanyal              | De swami        |
| Romesh Thapar              | Mijnheer Khanna |
| Walter Woolf King          | Professor       |
| Patsy Dance                | Kitty           |
| Indu Lele                  | Mevrouw Khanna  |
| Prayag Raj                 | Raj             |
| Pinchoo Kapoor             | Mijnheer Saigal |
| Praveen Paul               | Dame            |
| Usha Amin                  | Dame            |
| Shama Beg                  | Mevrouw Raj     |